# Egyptian Feminist Union
Egyptian Feminist Union (EFU) var en egyptisk kvinnoorganisation, grundad 6 mars 1925 och upplöst 1956.  Det var den första rikstäckande kvinnoorganisationen i Egypten. 

## Historik
EFU grundades av en grupp kvinnliga intellektuella, bland dem Huda Sha'arawi, som två år tidigare bidragit till att lägga av bruket att bära slöja bland landets överklass. Dess medlemmar bestod av sekulära, västorienterade feminister som stödde Egyptens frihet från Storbritannien. Det grundades då det rådde att missnöje över att Wafdpartiets kvinnoavdelning, som tidigare varit dominerande i frågan, försummade kvinnors rättigheter till förmån för strävan att bli självständiga från Storbritannien.
Deras huvudfrågor var införandet av kvinnlig rösträtt, avskaffandet av den statliga prostitutionen, en reformering av familjelagstiftningen, kvinnors tillgång till utbildning och bättre sjukvård. Grundskoleutbildning blev obligatorisk för flickor och kvinnor fick tillgång till universitetsutbildning under 1920-talet, och statlig prostitution förbjöds. Det visades sig dock omöjligt att få igenom en reform av familjelagstiftningen, som tillät män att ha flera makar och skilja sig utan hustruns tillstånd men förbjöd motsvarande för kvinnor. 1951 organiserade EFU och dess främsta rival Bint Al-Nil (grundad 1948) en gemensam protestmarsch till parlamentet under ledning av Doria Shafik till försvar för reformen av familjelagstiftningen. 
När Gamal Abdel Nasser kom till makten 1956 införde han kvinnlig rösträtt, förbättrade kvinnors tillgång till sjukvård och formellt lika rättigheter ifråga om utbildning, arbetsmöjligheter och ekonomi. Han uppfyllde därmed de flesta av föreningens krav. Samtidigt upplöste han dock föreningen 1956 och omvandlade den till en statlig välgörenhetsförening. 
EFU spelade också en viktig roll för kvinnorörelsen i hela Arabvärlden. Den höll kvinnokonferensen Eastern Women’s Conference for the Defense of Palestine i Kairo, som föreslog grundandet av en internationell paraplyorganisation för kvinnorörelsen i Arabvärlden: 1944 hölls också Arab Feminist Congress eller Arab Women's Congress i Kairo, som skapade den internationella arabiska kvinnoorganisationen Arab Feminist Union (AFU).